# تكون الكريات الحمر

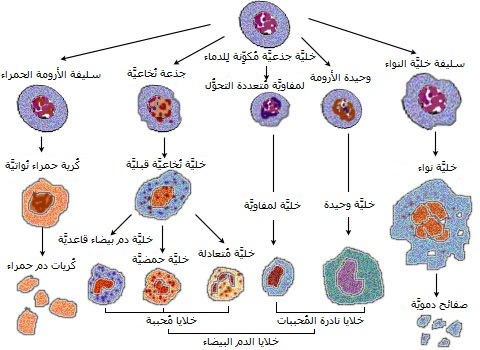
تكون الدم

تَكَوُّنُ الكُرَيَّاتِ الحُمْر أو التَّكْرُور (بالإنجليزية: Erythropoiesis)‏ هي عملية إنتاج خلايا الدم الحمراء التي تتم داخل نخاع العظم تحت تأثير عامِل مُحفِز يستحث تكاثرها. فعند نقص الأكسجين داخل الدورة الدموية، تقوم الكُلى بإفراز هرمون يدعى إريثروبويتين الذي بدوره يقوم بتحفيز أَرومَةُ الكُرَيَّات -سلائف خلايا الدم الحمراء- في النخاع على التكاثر والتمايز إلى خلايا دم حمراء. وبالتالي ازدياد نشاط تكون الكريات الحمر داخل النسيج المكون للدم. تحدث عملية تَكَوُّن الكريات الحمر في الطور المبكر للأجِنة في خلايا الأديم المتوسط لكيس المُح -كيس الصفار- ثم لا تلبث أن تنتقل إلى الكبد والطحال وذلك بمرور الشهر الثالث أو الرابع من عمر الجنين.
 بعد الشهر السابع يكون نخاع العظم قد نشط في تكوين الكريات الحُمر، ويستمر هذا النشاط إلى ما بعد الولادة بسنتين إلى خمس سنوات، حيث يعمل العظم بكامل طاقته الإستيعابية. لكن في بعض الأمراض قد يحدث تَكَون للكريات الحمر في هذه الأثناء خارج نخاع العظم -داخل الكبد أو الطحال- (تكون الدم خارج النقي). بعد الولادة (2-5 سنوات) يبدأ نخاع العظم الأحمر بالتحول تدريجياً داخل أجْدال -أجسام- العظام الطويلة إلى نخاع دهني أصفر لمفاني غير نشط، وتبقى النهايات العلوية للعظام الطويلة -عظم العضد والفخذ- مستمرةَ في تكوين الكريات الحمراء إلى عُمر 20 -22 سنة تقريبا، ثم تقل أهمية عظم الظنبوب وعظم الفخذ في إنتاج الدم بدأً من العُمر 25، إلى أن تبقى عظام الفقرات، القص، الحوض، الأضلاع والجمجمة هي المصدر الوحيد لتكوين خلايا الدم الحمراء مدى الحياة.